# إدوارد تشارلز رايلي
إدوارد تشارلز رايلي (بالإنجليزية: Edward Charles Riley)‏ هو سياسي أسترالي، ولد في 9 أغسطس 1892، وتوفي في 9 يونيو 1969. حزبياً، نشط في حزب العمال الأسترالي. وقد انتخب عضو مجلس النواب الأسترالي عن دائرة كوك ‏ (16 ديسمبر 1922 – 15 سبتمبر 1934).